# Pala di Gambassi
La Pala di Gambassi è un dipinto a olio su tavola (209x176 cm) di Andrea del Sarto, databile al 1525-1526 e conservato nella Galleria Palatina di Firenze.

## Storia
L'opera, ricordata da Vasari, proviene dal monastero dei Santi Lorenzo e Onofrio di Gambassi, retto da monache benedettine dette "le Romite" fino alla sua soppressione, per il quale era stato eseguito su commissione di un amico del pittore, Domenico di Jacopo di Maffio da Gambassi detto "Becuccio bicchieraio" (nato a Gambassi nel 1483 - morto a Fiesole nel 1527), uno dei tanti vetrai gambassini emigrati a Firenze. Nella predella, poi dispersa, Andrea aveva inserito i ritratti dell'amico e di sua moglie Lucrezia di Papi, opere che oggi sono nell'Art Institute di Chicago. Quasi contemporaneamente alla Pala di Gambassi, Andrea eseguì anche un altro Ritratto di Becuccio bicchieraio (1522-1523, olio su tavola, 87x66 cm), ora ad Edimburgo, alla National Gallery of Scotland.

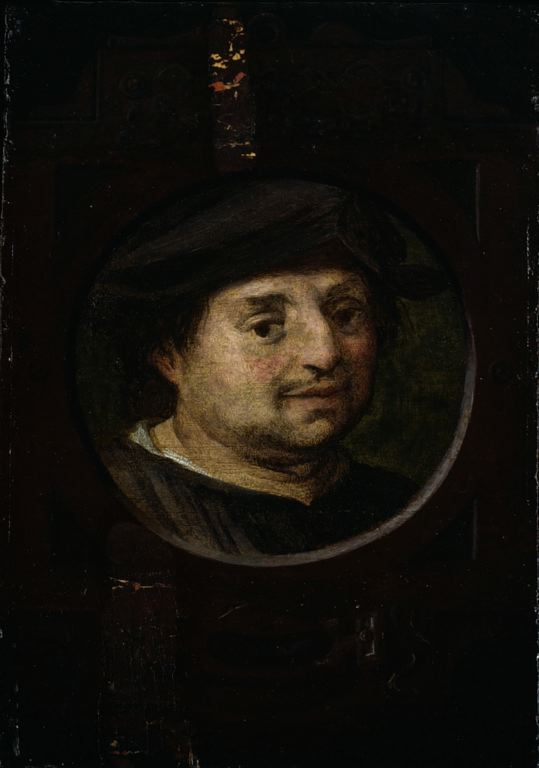
Il Ritratto di Becuccio bicchieraio, Art Institute di Chicago

Nel monastero di Gambassi, nel 1576, in occasione della Visita apostolica di monsignor Castelli, viene ricordata una «tavola magnifica» sopra d'altare che si presume corrisponda alla nostra pala. Nel Seicento arrivò nelle raccolte medicee, in cambio di una copia, ora nella pieve di Santa Maria Assunta a Chianni, forse dell'Empoli o del Curradi. Una seconda copia, anch'essa attribuibile al XVII secolo, si trova nella canonica di San Giovanni a Varna.
Eseguita sicuramente dopo il ritorno da Luco del Mugello (1524) e in ringraziamento per la fine della pestilenza del 1523-1524, è databile tra il 1525 e il 1526: nell'estate del 1527 Becuccio bicchieraio era infatti deceduto durante l'epidemia di peste che, in quell'anno, colpì pesantemente Firenze.

## Descrizione e stile
Si tratta di una sacra conversazione rispettosa della tradizione ma con alcune novità, che ne aggiornano garbatamente gli schemi, rielaborando motivi già trattati dall'artisti (come nella Disputa sulla Trinità nello stesso museo). La Madonna seduta su un invisibile trono di nubi, che sembra retto da cherubini, tiene il Bambino in piedi sulle ginocchia, che si protende verso lo spettatore con un gesto benedicente. Lo schema piramidale, della tradizione fiorentina, è sviluppato in profondità ed ha alla base due santi inginocchiati, a sinistra Giovanni Battista e a destra Maria Maddalena, il primo rivolto verso lo spettatore e la seconda verso Maria, in un'equilibrata complementarità di posa.
Ai lati stanno poi in piedi quattro santi, disposti simmetricamente: a sinistra Onofrio, che ricorda un uomo selvaggio, e Lorenzo, con la dalmatica e la graticola, i quali alludono alla titolazione del monastero gambassino e, riguardo a Lorenzo, anche alla qualifica di protettore dei bicchierai; a destra Rocco, col bordone in secondo piano, e Sebastiano (patrono della comunità gambassina, ma anche protettore, assieme proprio a Rocco, contro le epidemie), con le frecce in mano, protettori dalle pestilenze. Il Battista ricorda invece la fedeltà a Firenze, di cui è protettore, e la Maddalena era invece una santa a cui le monache erano solitamente devote.
Lo sfondo è fumoso, con un'apertura luminosa al centro, dietro la Vergine. In generale i colori sono smorzati e accordati a tonalità insolite e disarmoniche, tramite le quali l'artista esprimeva le inquietudini di rinnovamento della sua epoca. Perfetta è la definizione anatomica dei santi, con le vive carni di Onofrio, di Sebastiano o della schiena del Battista, ma anche, ad esempio, nel perfetto scorcio delle gambe della Vergine. I panneggi sono illuminati da una luce forte, che crea riflessi cangiati ed evidenzia la pieghettatura "accartocciata", derivata dall'esempio delle stampe di Dürer, allora assai popolari anche a Firenze.